# Lechuga de Liz Truss

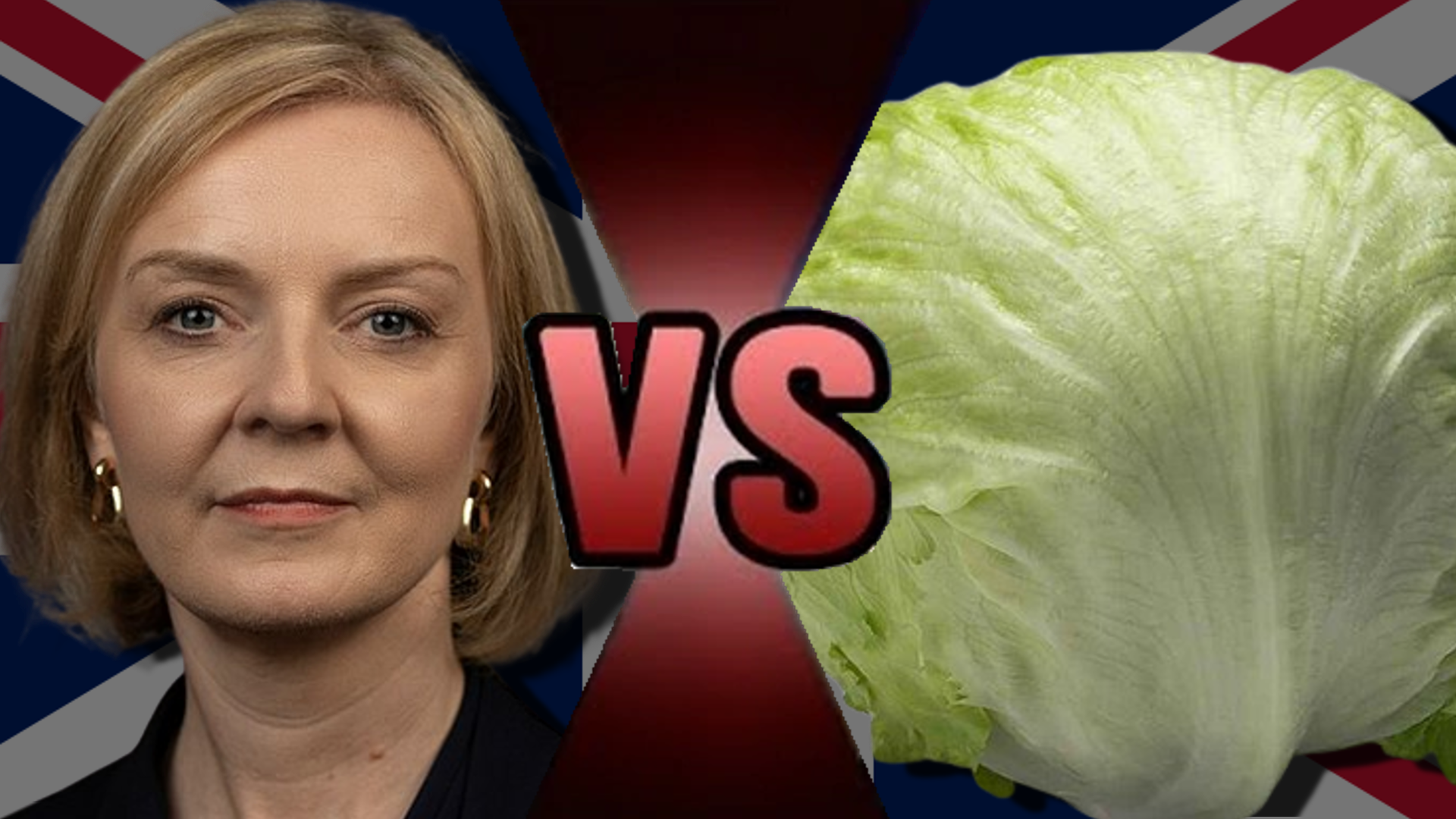
La primera ministra británica Liz Truss y una lechuga

La lechuga de Liz Truss fue una acción puesta en marcha el 14 de octubre de 2022 por el periódico sensacionalista británico Daily Star que inició una transmisión en vivo de una lechuga iceberg junto a una fotografía enmarcada de Liz Truss, quien fue nombrada primera ministra del Reino Unido el mes anterior. Este acto siguió a un artículo de opinión en The Economist que comparaba la brevedad esperada del mandato de Truss con la vida útil de una lechuga. La crisis del gobierno del Reino Unido de octubre de 2022 que ocurrió semanas después de que Truss comenzara su mandato llevó a muchos comentaristas políticos a opinar que la renuncia de Truss era inminente. Truss anunció su dimisión como primera ministra el 20 de octubre de 2022, antes de que la lechuga se marchitara. Posteriormente, el Daily Star declaró que la lechuga había salido "victoriosa" sobre Truss.

## Contexto
Liz Truss se convirtió en primera ministra del Reino Unido el 6 de septiembre de 2022, tras las elecciones de liderazgo del Partido Conservador de julio-septiembre de 2022, sustituyendo a Boris Johnson . El mini presupuesto del Reino Unido para septiembre de 2022 fue publicado el 23 de septiembre por Kwasi Kwarteng, entonces Ministro de Hacienda, que incluía recortes de impuestos sin recortes de gastos correspondientes. El mini-presupuesto desencadenó una reacción muy negativa en el mercado: el tipo de cambio de la libra esterlina se desplomó y los fondos de pensiones estuvieron cerca de la quiebra.
Después de poco más de un mes en el cargo, Kwarteng fue destituido como Ministro de Hacienda el 14 de octubre, y Truss revirtió la mayoría de las políticas económicas incluidas en el minipresupuesto. Los medios de comunicación británicos criticaron duramente la actuación de Truss y el caos político que siguió, con muchos comentaristas creyendo que su renuncia sería inminente. Una columna del 11 de octubre en The Economist titulada "Liz Truss ha hecho de Gran Bretaña una apuesta más arriesgada para los inversores en bonos" afirmaba que, deduciendo el período de luto de diez días tras la muerte de la reina Isabel II, Truss había causado agitación económica y política después de sólo siete días en el poder, comparando esa duración con la "vida útil de una lechuga". La publicación la apodó además "La Dama Iceberg", en contraste con la "Dama de Hierro", el apodo para la ex primera ministra británica Margaret Thatcher, un ídolo político de Truss. La comparación con la lechuga fue realizada por el editor ejecutivo de The Economist, Andrew Palmer.

## La lechuga
Denis Mann, editor adjunto del periódico sensacionalista británico especializado en entretenimiento Daily Star, leyó la columna en The Economist y el 14 de octubre se la mencionó a Jon Clark, editor jefe del periódico, quien vio potencial en la idea. Ese mismo día, el equipo de video del Daily Star comenzó a transmitir en vivo una lechuga iceberg junto a una fotografía enmarcada de Truss, preguntando a la audiencia si Truss sería capaz de durar más que la lechuga.
El Daily Star presentó la transmisión en vivo con el título "EN VIVO: ¿Podrá Liz Truss sobrevivir a una lechuga?" en YouTube. Este medio es conocido por tomar a la ligera los acontecimientos políticos contemporáneos, como el Brexit, aunque en general no adopta una postura política particular. La lechuga había sido comprada en una tienda Tesco por £0,60 con una vida útil estimada de aproximadamente diez días, y estaba alojada físicamente en la casa de Edward Keeble, uno de los editores de video del periódico. En las primeras cinco horas de transmisión, recibió más de 50.000 "me gusta", y atrajo a más de 350.000 espectadores al día siguiente.
El 18 de octubre de 2022, el Daily Star publicó además un titular titulado "Lettuce Liz on Leaf Support" ("La lechuga Liz en soporte de hoja", un juego de palabras con "leaf" (hoja) y "life support" (soporte vital). A medida que continuaba la transmisión en vivo, le colocaron un par de ojos saltones y una peluca rubia a la lechuga, seguidos de gafas y pies y manos falsos. Ocasionalmente, se colocaban otros elementos cerca de la lechuga, como juguetes de peluche, alimentos y una taza con la etiqueta "Mantén la calma y sigue adelante ". Antes de que la lechuga se marchitara, el 20 de octubre, Truss anunció su renuncia como primera ministra, convirtiéndose, después de solo 45 días, en la primera ministra con el mandato más corto en la historia británica. En ese momento, había 12.000 espectadores en la transmisión en vivo, cifra que pronto se disparó a 21.000. Comenzó a sonar el himno nacional británico "God Save the King", el retrato de Truss sobre la mesa se puso boca abajo y se colocó una corona de plástico dorada sobre la lechuga, mientras el Daily Star declaraba la "victoria" de la lechuga sobre Truss. La música fue cambiada más tarde a "Celebration", de la banda estadounidense Kool & the Gang, con un rollo de salchicha de Greggs y una copa de prosecco incluidos. Aunque la lechuga no se había podrido por completo, sí mostraba signos de decoloración, y una columna en The Atlantic comentaba que todavía se podía usar en una ensalada. En la noche de la renuncia de Truss, la transmisión en vivo había recibido más de 1,7 millones de espectadores. El Daily Star proyectó una imagen de la lechuga en el Palacio de Westminster esa misma tarde, seguida de un tuit que decía que la lechuga "había llegado al parlamento".
En octubre de 2024, el local de Tesco de donde se compró la lechuga fue homenajeado con una placa azul falsa que dice: "UNA LECHUGA comprada aquí en septiembre de 2022 duró más que la Primera Ministra Liz Truss (49 días)".

### Antes de la renuncia de Truss
La comparación de Truss con la lechuga fue recibida con humor por los medios de comunicación internacionales, y The Washington Post escribió que Truss se había convertido en "el blanco de bromas típicamente británicas". La lechuga también se convirtió en tema de apuestas, y los corredores de apuestas que habían sido contactados previamente por el personal del Daily Star estimaban que las posibilidades de supervivencia de Truss más allá de la lechuga eran bajas; el 17 de octubre, una apuesta de £9 en Ladbrokes a que la lechuga duraría más produciría un pago de £13.

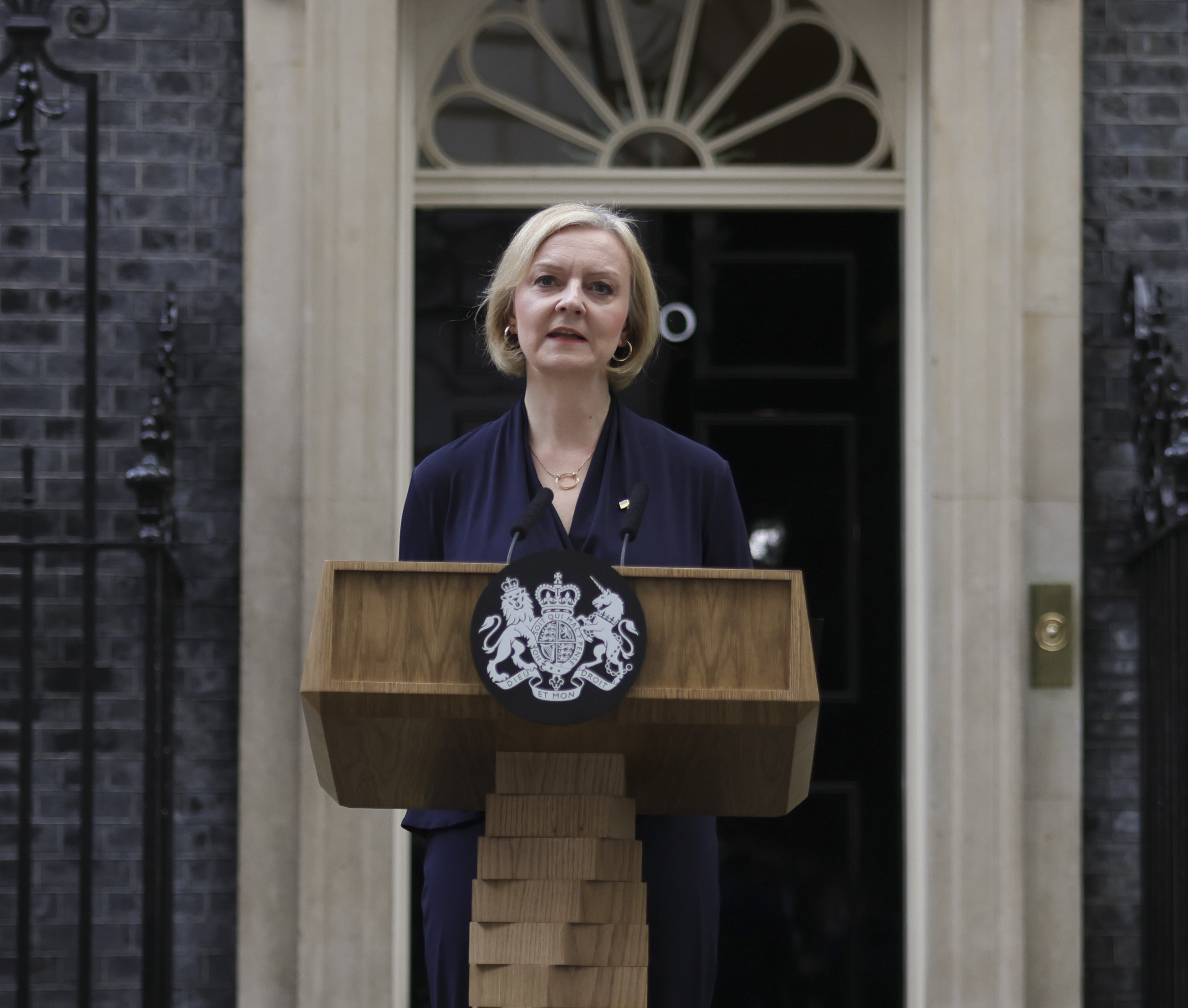
Truss anunciando su dimisión el 20 de octubre de 2022

Tras la dimisión de Truss el 20 de octubre de 2022, el Daily Star publicó el titular "Lettuce wins as Liz Leafs"(La lechuga gana mientras Liz se va, un juego de palabras entre leaf, hoja, y leave, irse) y el 21 de octubre publicó una "edición histórica de recuerdo" titulada "Regocijo de lechuga". La casa de apuestas Paddy Power ofrecía probabilidades de 500 a 1 de que la lechuga se convertiría en el próximo primer ministro. El Daily Star presentó la lechuga en Cameo, lo que permitió a los usuarios recibir un mensaje personalizado "junto a la lechuga" por £13, y parte de las ganancias se destinaron a la caridad.
El diputado del Partido Laborista Chris Bryant comentó durante una aparición en Sky News que "la lechuga podría estar perfectamente gobernando el país", una declaración compartida por la periodista de The Atlantic Helen Lewis. El expresidente ruso, Dmitri Medvedev, publicó un tuit irónico felicitando a la lechuga después de la renuncia de Truss. Varias empresas como Lidl y Deliveroo publicaron chistes relacionados con la lechuga aprovechando la transmisión en vivo. En las primeras preguntas al primer ministro del sucesor de Truss, Rishi Sunak, el entonces líder de la oposición, Sir Keir Starmer, afirmó que Sunak perdió la primera contienda por el liderazgo ante Truss, quien, a su vez, fue "derrotada por una lechuga".
Clark, el editor del periódico, comentó en una entrevista que el personal del Daily Star "no tiene planes de comerse a la lechuga Lizzy".
La Edenbridge Bonfire Society quemó una efigie de Truss y una lechuga risueña en una hoguera en la Noche de Guy Fawkes de 2022. La efigie de 11 metros (36 pies) sostenía una caja con una copia del Libro Guinness de los Récords, en referencia a su récord como la primera ministra con el mandato más corto. La caja también contenía una copia de su mini presupuesto, una camiseta con el lema "Soy una luchadora, no una desertora" (en referencia a una cita de Truss en su última sesión de preguntas al primer ministro), y un cheque de £115.000, que representa la cantidad anual máxima que todos los ex primeros ministros tienen derecho a reclamar bajo el plan de Subsidio por Costos de Servicio Público por los gastos incurridos en el desempeño de los deberes públicos asociados con ser un ex primer ministro, y una tarjeta de despedida. La caja en sí tenía una gran letra "U" junto con las palabras "This Way Up" (este lado arriba) escritas en ella, ambas al bocabajo, junto con "Oh Dear Oh Dear Oh Dear Packaging Ltd", haciendo referencia al saludo de Carlos III a Truss en una de sus audiencias reales.
El 9 de noviembre de 2022, durante las preguntas al primer ministro, un diputado laborista gritó "¡traigan de vuelta a la lechuga!". El 15 de marzo de 2023, Starmer dijo "Puede que las lechugas se hayan acabado, pero los nabos han llegado" en respuesta al presupuesto de 2023, refiriéndose a las afirmaciones de la secretaria de Medio Ambiente, Thérèse Coffey, de que "mucha gente estaría comiendo nabos ahora mismo" el mes anterior.
El 10 de octubre de 2023, durante la Conferencia del Partido Laborista, Starmer volvió a hacer referencia a la lechuga y dijo: "Nunca pensé que diría esto, pero estoy empezando a entender por qué ganó Liz Truss. Aunque sigo pensando que estaríamos mejor con esa lechuga".

### La respuesta de Truss
El 19 de junio de 2023, Truss rompió su silencio y habló sobre la lechuga por primera vez durante una visita a Irlanda del Norte. En una entrevista con el periodista de RTÉ David McCullagh, dijo: "No creo que sea gracioso, simplemente creo que es pueril". En respuesta a su declaración, el Daily Star la llamó "Liz, la esponja divertida". Truss reafirmó estos comentarios en una entrevista de abril de 2024 con el periodista de la BBC Chris Mason, calificándolo de "patético intento de sumar puntos" y remarcando que el fenómeno de la lechuga "es el tipo de cosas que obsesionan a lo que yo describo como la élite de Londres".
El 13 de agosto de 2024, Truss abandonó furiosa el escenario mientras promocionaba sus memorias en Beccles, Suffolk, después de que el grupo de campaña Led by Donkeys desplegara una pancarta controlada a distancia mientras ella respondía preguntas de la audiencia. La pancarta mostraba la imagen de una lechuga junto con las palabras "He destrozado la economía". Truss describió la maniobra como "nada divertida".

## Acciones similares
El 14 de octubre, el presentador del Canal 5 Jeremy Vine inició una transmisión en vivo similar en la que se comparaba una lechuga con el mandato de Truss.
Marcas como easyJet y Sekonda realizaron campañas publicitarias burlándose del mandato de Truss.
El 14 de noviembre, tras la audiencia del reality show de celebridades de ITV I'm a Celebrity... Get Me Out of Here!, al elegir al concursante y diputado Matt Hancock para ser el líder del campamento, los presentadores de la serie Ant y Dec presentaron una lechuga llamada Spud y preguntaron nuevamente cuál duraría más.
Durante la elección del presidente de la Cámara de Representantes de los Estados Unidos de enero de 2023, el Proyecto Lincoln escribió un tuit haciendo referencia a la lechuga de Liz Truss para burlarse de Kevin McCarthy, que no pudo conseguir suficientes votos para ganar  who had failed to secure enough votes to win the Speakership; he later won, but was removed in October of that year.
Durante la crisis del gobierno escocés de 2024, el 26 de abril, los presentadores de GB News, Tom Harwood y Emily Carver, presentaron a "Humza Yousleaf" en vivo en su programa Good Afternoon Britain. La lechuga estaba decorada con una barba de papel y ojos saltones para parecerse al entonces Primer Ministro escocés. Cuando se supo que Yousaf había renunciado días después, Harwood comentó que la lechuga "todavía estaba fuerte. Lechuga 1, Yousaf 0."